# Bernhard Zoubek von Zdětín
Bernhard Zoubek von Zdětín (tschechisch: Bernard Zoubek ze Zdětína; † 11. oder 12. März 1541 in Kremsier) war Bischof von Olmütz.

## Leben
Bernhard Zoubek von Zdětín entstammte einem mährischen Adelsgeschlecht. Er studierte zunächst Theologie in Perugia, wo er den theologischen Doktortitel erwarb. Anschließend studierte er 1507–1511 Kirchenrecht in Bologna, das er mit dem akademischen Grad eines Dr. iur. utr. abschloss. Nachdem er seit 1511 Kanoniker von Olmütz war, wurde er dort 1525 Scholastiker und 1530 Dekan des Domkapitels. Er zeichnete sich als geistvoller Prediger aus und wurde um 1528 Generalvikar des Olmützer Bischofs Stanislaus Thurzo.
Nach dem Tod des Bischofs Thurzo wählte ihn 1540 das Domkapitel zu dessen Nachfolger. Die päpstliche Bestätigung vom 18. März 1541 erreichte ihn jedoch nicht mehr, da er eine Woche vorher starb.